# Тернопольский завод искусственных кож
Тернопольский завод искусственных кож «Винитекс» (укр. Тернопільський завод штучних шкір «Вінітекс») — промышленное предприятие в Тернополе.

## История
Предприятие было создано в соответствии с шестым пятилетним планом развития народного хозяйства СССР, строительство завода началось в 1959 году и было завершено в 1959 году, 5 ноября 1959 года завод был введён в эксплуатацию, в 1962 году была достигнута проектная мощность — 500 тыс. м² листовой искусственной кожи на волокнистой основе в год.
В 1978 году завод освоил производство винилискожи «Юпитер» для футляров телерадиоаппаратуры, в 1979—1980 гг. — производство вискозных основ.
По состоянию на 1982 год, предприятие специализировалось на производстве рулонной искусственной кожи для изготовления обуви и полихлорвиниловых галантерейных плёнок, модифицированных полиэтиленом; в состав предприятия входили два основных производственных цеха (цех искусственной кожи и цех плёночных материалов), а также вспомогательные цеха и участки.
В советское время завод входил в число ведущих предприятий города.
После провозглашения независимости Украины государственное предприятие было преобразовано в открытое акционерное общество.
В июле 1995 года Кабинет министров Украины утвердил решение о приватизации завода в течение 1995 года.
Как единственное предприятие по производству искусственной кожи на территории Украины, 27 июля 1998 года завод был включён в перечень предприятий, имеющих стратегическое значение для экономики и безопасности Украины.
По состоянию на 2004 год, завод имел возможность производить искусственную кожу и плёночные материалы. Предприятие выполняло крупные заказы на изготовление искусственной кожи для обивки сидений пассажирского транспорта (которую заказывали Львовская, Южная и Юго-Западная железные дороги, а также ряд вагоноремонтных заводов и пассажирских вагонных депо). Заместитель начальника главного управления по вопросам перерабатывающей и пищевой промышленности, Николай Белорус уточнил, что без особой «изюминки», любое предприятие обречено на гибель..